# Stephany Lee
Stephany Lee (* 8. Oktober 1984 in Honolulu, Hawaii) ist eine US-amerikanische Ringerin. Sie ist dreifache panamerikanische Meisterin.

## Werdegang
Stephany Lee begann im Alter von sieben Jahren in Honolulu mit Judo. Während ihrer Zeit an der Attenda Moanalua High School in Honolulu bekam sie Kontakt zum Ringen und begann bei Trainer Joel Kawachi mit dieser Sportart. Nach ihrer High-School-Zeit ging sie nach Missouri und besuchte ein College in Missouri Valley. Ihr Trainer war dort Carl Murphree. Nach ihren ersten größeren Erfolgen wechselte sie nach Colorado Springs und trainiert dort im Trainingszentrum des US-amerikanischen Ringerverbandes unter Nationaltrainer Terry Steiner. Sie wurde ferner Mitglied des Sunkist Kids Wrestling Clubs. Sie studierte Erziehungswissenschaften. Zu Beginn ihrer Laufbahn rang sie in der Gewichtsklasse bis 67 kg Körpergewicht, wechselte aber schon bald in die höchste Gewichtsklasse im Frauenringen, die ihr Gewichtslimit bei 72 kg Körpergewicht hat. Seit 2004 startet sie nur mehr in dieser Gewichtsklasse.
2003 kam sie bei den US-amerikanischen Meisterschaften (Gewichtsklasse bis 67 kg KG) hinter Katie Downing und Kacy Lyle auf den 3. Platz. 2004 belegte sie bei diesen Meisterschaften in der Gewichtsklasse bis 72 kg KG hinter Toccara Montgomery, aber noch vor Catherine Downing und Iris Smith den 2. Platz. Sie konnte deshalb auch an der US-amerikanischen Olympiaausscheidung für die Olympischen Spiele in Athen teilnehmen, scheiterte dort aber an Kristie Marano. Im Mai 2004 feierte sie aber ihren ersten großen internationalen Erfolg, denn sie wurde in Guatemala-Stadt Panamerikanische Meisterin vor Rainiel Guerra aus Venezuela und Rosangela Conceicao aus Brasilien. Dem im Juni 2004 ein weiterer Erfolg folgte, denn sie wurde in Lodz Universitäten-Weltmeisterin und verwies dabei Agniezka Wieszczek aus Polen, Maria Luiza Vryoni aus Griechenland und Ayako Murashima aus Japan auf die Plätze.
2005 konnte Stephany Lee wegen einer Verletzung nicht an den USA-Meisterschaften teilnehmen. Wiederhergestellt, gewann sie im Oktober 2005 bei den Sunkist-Kids-International-Open in Tempe (Arizona) in der Gewichtsklasse bis 72 kg KG vor so starken Ringerinnen wie Ohenewa Akuffo aus Kanada und Ali Bernard aus den Vereinigten Staaten. 2006 kam sie bei den USA-Meisterschaften hinter Kristie Marano wieder auf dem 2. Platz, blieb aber noch vor Ali Bernard. Bei der Weltmeisterschaftsausscheidung (Trials) 2006 verlor sie die entscheidenden Kämpfe wieder gegen Kristie Marano. 2006 wurde sie aber in Rio de Janeiro erneut Pan Amerikanische Meisterin vor Rosangela Conceicao, Rainiel Guerra und Leah Callahan aus Kanada.
2007 erreicht Stephany Lee bei den USA-Meisterschaften hinter Kristie Marano und Iris Smith den 3. Platz und bei den WM-Trials 2007 wurde sie wieder von Kristie Marano geschlagen. 2008 und 2009 konnte sie verletzungsbedingt nicht bei den USA-Meisterschaften starten. Sie hatte in diesen Jahren aber einige internationale Erfolge zu verzeichnen. So wurde sie im Februar 2008 in Colorado Springs vor Ohenewa Akuffo und Rosangela Conceicao wieder Panamerikanische Meisterin und im Juli 2008 wurde sie zum zweiten Mal Universitäten-Weltmeisterin und verwies dabei Jekaterina Bukina aus Russland und Vanessa Wilson aus Kanada auf die Plätze 2 und 3. Schließlich gelang es ihr, sich im Oktober 2008 bei den WM-Trials gegen Iris Smith durchzusetzen und sich damit das Startrecht bei den Weltmeisterschaften in Tokio zu erkämpfen. In Tokio verlor sie aber schon in der ersten Runde gegen die vielfache Weltmeisterin Kyoko Hamaguchi aus Japan. Da diese aber das Finale nicht erreichte, kam sie nicht in die Trostrunde und schied frühzeitig aus und belegte letztendlich den 11. Platz.
Ihr größter Erfolg im Jahre 2009 war der Sieg beim Welt-Cup im chinesischen Taiyuan, wo sie vor Wang Jiao aus China, Darja Nasarowa aus Russland und Ohenewa Akuffo gewann.
Im Jahre 2010 wurde Stephany Lee dann erstmals US-amerikanische Meisterin vor Iris Smith, der Weltmeisterin von 2005 und Melissa Simmons und bei den WM-Trials setzte sie sich gegen Ali Bernard durch. Bei den Weltmeisterschaften dieses Jahres in Moskau kam sie zu einem Sieg über Roxana Camelia Jancolovici aus Rumänien. Nach einer etwas überraschenden Niederlage gegen Jenny Fransson aus Schweden schied sie aber nach der 2. Runde aus und kam auf den 8. Platz.
Im Juni 2012 wurde bekannt, dass eine Doping-Probe von Lee im April 2012 positiv auf Marihuana getestet wurde. Sie wurde daraufhin von der amerikanischen Anti-Doping Agentur USADA für ein Jahr gesperrt und verpasst somit auch die Olympischen Sommerspiele 2012 in London. Im Jahr 2009 war sie schon einmal positiv auf Marihuana getestet worden.

## Internationale Erfolge
| Jahr | Platz | Wettbewerb                                           | Gewichtsklasse | Ergebnis |
| ---- | ----- | ---------------------------------------------------- | -------------- | --- |
| 2003 | 2.    | Sunkist-Kids-International-Open in Tempe (Arizona)   | bis 72 kg KG   | hinter Christine Nordhagen, Kanada u. vor Iris Smith, USA                                                         |
| 2004 | 1.    | Fila-Manitoba-Open                                   | bis 72 kg KG   | vor Erin Church, Kanada                                                                                           |
| 2004 | 2.    | Dave-Schultz-Memorial in Colorado Springs            | bis 72 kg KG   | hinter Anita Schätzle, Deutschland, vor Toccara Montgomery, USA, Ohenewa Akuffo, Kanada u. Catherine Downing, USA |
| 2004 | 1.    | Panamerikanische Meisterschaften in Guatemala-Stadt  | bis 72 kg KG   | vor Rainiel Cuerra, Venezuela u. Rosangela Conceicao, Brasilien                                                   |
| 2004 | 1.    | Universitäten-WM in Lodz                             | bis 72 kg KG   | vor Agnieszka Wieszczek, Polen, Maria Luiza Vryoni, Griechenland u. Ayako Murashima, Japan                        |
| 2005 | 1.    | Sunkist-Kids-International-Open in Tempe (Arizona)   | bis 72 kg KG   | vor Ohenewa Akuffo, Ali Bernard, USA u. Pam Wilson, Kanada                                                        |
| 2006 | 1.    | Panamerikanische Meisterschaften in Rio de Janeiro   | bis 72 kg KG   | vor Rosangela Conceisao, Rainiel Guerra u. Leah Callahan, Kanada                                                  |
| 2007 | 3.    | Warschau-Cup                                         | bis 72 kg KG   | hinter Stanka Slatewa, Bulgarien u. Kristie Marano, USA                                                           |
| 2007 | 1.    | New-York-Athletic-Club-Christmas-Open                | bis 72 kg KG   | vor Pam Wilson u. Swetlana Sajenko, Ukraine                                                                       |
| 2008 | 2.    | Dave-Schultz-Memorial in Colorado Springs            | bis 72 kg KG   | hinter Stanka Slatewa, vor Ali Bernard u. Anita Schätzle                                                          |
| 2008 | 1.    | Chicago-Cup                                          | bis 72 kg KG   | vor Agnieszka Wieszczek                                                                                           |
| 2008 | 1.    | Panamerikanische Meisterschaften in Colorado Springs | bis 72 kg KG   | vor Ohenewa Akuffo u. Rosangela Conceicao                                                                         |
| 2008 | 1.    | Universitäten-WM                                     | bis 72 kg KG   | vor Jekaterina Bukina, Russland u. Vanessa Wilson, Kanada                                                         |
| 2008 | 11.   | WM in Tokio                                          | bis 72 kg KG   | nach einer Niederlage gegen Kyoko Hamaguchi, Japan                                                                |
| 2009 | 1.    | Dave-Schultz-Memorial in Colorado Springs            | bis 72 kg KG   | vor Agnieszka Wieszczek u. Pam Wilson                                                                             |
| 2009 | 3.    | Ukrainian International in Kiew                      | bis 72 kg KG   | hinter Jelena Perepelkina, Russland u. Swetlana Sajenko                                                           |
| 2009 | 1.    | Welt-Cup in Taiyuan                                  | bis 72 kg KG   | vor Wang Jiao, China, Darja Nasarowa, Russland u. Ohenewa Akuffo                                                  |
| 2009 | 1.    | Hargobind International in Surrey/Kanada             | bis 72 kg KG   | vor Ali Bernard u. Jenna Pavlik, bde. USA u. Erica Wiebe, Kanada                                                  |
| 2010 | 1.    | Klippan-Lady-Open                                    | bis 72 kg KG   | vor Emma Weberg, Schweden u. Marina Gastl, Österreich                                                             |
| 2010 | 2.    | Alexander-Medwed-Turnier in Minsk                    | bis 72 kg KG   | hinter Jekaterin Bukina, vor Laure Ali Annabel, Kamerun                                                           |
| 2010 | 9.    | Fila-Gala-Grand-Prix in Baku                         | bis 72 kg KG   | Siegerin: Stanka Slatewa, Bulgarien vor Güzäl Mänürowa, Russland u. Laure Ali Annabel                             |
| 2010 | 1.    | Canada-Cup in Guelph                                 | bis 72 kg KG   | vor Ohenewa Akuffo u. Brittany Delgado, USA                                                                       |
| 2010 | 8.    | WM in Moskau                                         | bis 72 kg KG   | nach einem Sieg über Roxana Camelia Jancolovici, Rumänien u. einer Niederlage gegen Jenny Fransson, Schweden      |
| 2010 | 1.    | Sunkist-Kids-International-Open in Tempe (Arizona)   | bis 72 kg KG   | vor Brittany Delgado, USA u. Erica Wiebe                                                                          |
| 2011 | 5.    | Grand Prix von Tourcoing                             | bis 72 kg KG   | hinter Qing Xu, China, Natalja Korobjewa, Russland, Ali Bernard u. Jekaterina Bukina                              |

## US-amerikanische Meisterschaften
| Jahr | Platz | Gewichtsklasse | Ergebnis                                                   |
| ---- | ----- | -------------- | ---------------------------------------------------------- |
| 2003 | 3.    | bis 67 kg KG   | hinter Catherine Downing u. Kaci Lyle                      |
| 2004 | 2.    | bis 72 kg KG   | hinter Toccara Montgomery, vor Katie Downing u. Iris Smith |
| 2006 | 2.    | bis 72 kg KG   | hinter Kristie Marano, vor Ali Bernard u. Donell Bradley   |
| 2007 | 3.    | bis 72 kg KG   | hinter Kristie Marano u. Iris Smith                        |
| 2010 | 1.    | bis 72 kg KG   | vor Iris Smith u. Melissa Simmons                          |

Erläuterungen
- alle Wettbewerbe im freien Stil
- WM = Weltmeisterschaften
- KG = Körpergewicht